# Daniel Geiger (Ökonom)
Daniel Geiger ist ein deutscher Ökonom.

## Leben
Er hat einen Abschluss in Betriebswirtschaft (Dipl.-Kfm.) von der FU Berlin und studierte Betriebswirtschaft in Berlin, New York City und Paris (1994–2000). Er promovierte an der Freien Universität Berlin am Institut für Management (Georg Schreyögg) mit einer Arbeit über die erkenntnistheoretischen Grundlagen des Wissensmanagements (2005). 2009 habilitierte er sich an der Universität Linz. Er war von April 2010 bis März 2013 Professor für Internationales Management an der Universität Kaiserslautern. Seit April 2013 ist er Professor (W3) für Betriebswirtschaftslehre, insbesondere Organisation an der Universität Hamburg. 
Seine Forschungsinteressen sind organisatorisches Wissen und Veränderungsprozesse.

## Schriften (Auswahl)
- Wissen und Narration. Der Kern des Wissensmanagements. Berlin 2006, ISBN 3-503-09085-1.
- mit Peter Eberl und Jochen Koch (Hgg.): Komplexität und Handlungsspielraum. Unternehmenssteuerung zwischen Ordnung und Chaos. Berlin 2012, ISBN 978-3-503-13679-7.
- mit Georg Schreyögg: Organisation. Grundlagen moderner Organisationsgestaltung. Mit Fallstudien. Wiesbaden 2016, ISBN 978-3-8349-4484-9.